# Dealu Mare, Hunedoara
Dealu Mare este un sat în comuna Vălișoara din județul Hunedoara, Transilvania, România.

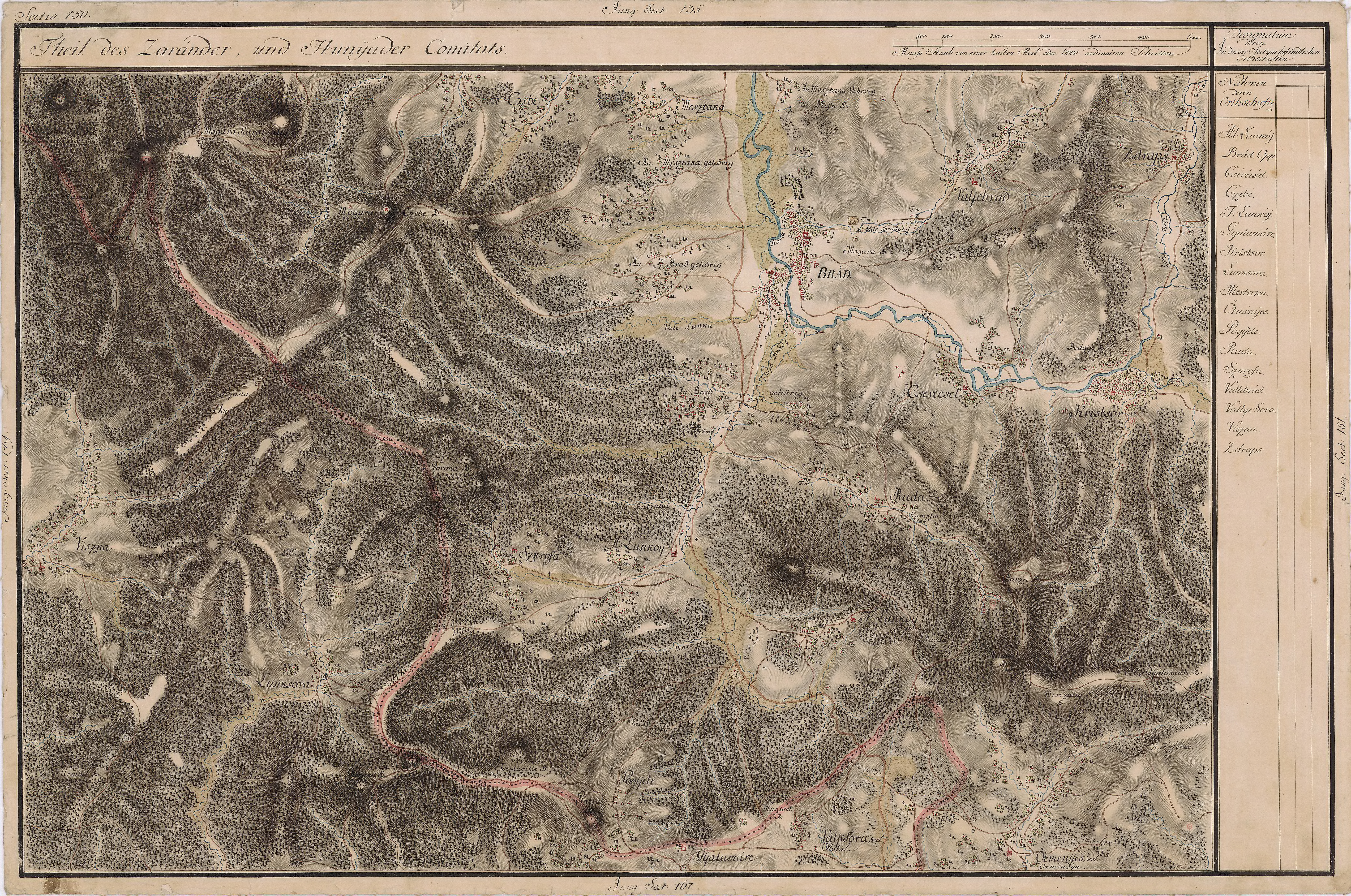
Dealu Mare în Harta Iosefină a Transilvaniei, 1769-73